# Mineral Springs (Arkansas)
Mineral Springs – miasto w Stanach Zjednoczonych, w stanie Arkansas, w hrabstwie Howard.